# گونی محله
گونی محله (به ترکی آذربایجانی: Güneyməhlə) یک منطقه مسکونی در جمهوری آذربایجان است که در شهرستان قوبا واقع شده است.